# سیمون ویلیامز (هنرپیشه)
سیمون ویلیامز (انگلیسی: Simon Williams؛ زادهٔ ۱۶ ژوئن ۱۹۴۶ وینزر، بارکشر) نمایش‌نامه‌نویس، صداپیشه، و هنرپیشه اهل بریتانیا است.
از فیلم‌ها یا برنامه‌های تلویزیونی که وی در آن نقش داشته‌است، می‌توان به شکسپیر و هتوی: کارآگاه‌های خصوصی، جنگ تریاک، زندانی زندا و خانه نایب الملک اشاره کرد.